# Дългочелюстен паяк
Дългочелюстните паяци (Tetragnatha extensa) са вид паякообразни от семейство Tetragnathidae.
Таксонът е описан за пръв път от Карл Линей през 1758 година.

## Подвидове
- Tetragnatha extensa brachygnatha
- Tetragnatha extensa contigua
- Tetragnatha extensa maracandica
- Tetragnatha extensa pulchra